# Extreme Speed Motorsports
Extreme Speed Motorsports (également sous l'entité Tequila Patrón-ESM Racing) était une écurie automobile américaine, basée à Riviera Beach (Floride). L'écurie a été cofondée en 2010 par Scott Sharp et par le PDG de son sponsor officiel, Patrón, Ed Brown. L'écurie courait en United SportsCar Championship (anciennement American Le Mans Series) jusqu'en 2014. Entre 2015 et 2016, l'écurie participait au Championnat du monde d'endurance FIA avec des Ligier JSP2. L'écurie cesse ses activités en 2018, en raison du retrait de son partenaire historique.

## Palmarès

### Résultats en American Le Mans Series/United SportsCar Championship
L'équipe remporte les 12 Heures de Sebring 2016.

### Résultats en Championnat du monde d'endurance FIA
| Saison | Châssis     | Moteur | N° | Pilotes                                           | 1      | 2     | 3     | 4     | 5       | 6     | 7       | 8     | 9     | Points | Pos. |
| ------ | ----------- | ------ | -- | ------------------------------------------------- | ------ | ----- | ----- | ----- | ------- | ----- | ------- | ----- | ----- | ------ | ---- |
| 2015   | Ligier JSP2 | Nissan | 30 | Ryan Dalziel David Heinemeier Hansson Scott Sharp | SIL EX | SPA 8 | LMS 5 | NÜR 6 | CDA 4   | FUJ 4 | SHA Ret | BHR 7 |       | 62     | 7ème |
| 2015   | Ligier JSP2 | Nissan | 31 | Ed Brown Jon Fogarty Johannes van Overbeek        | SIL 6  | SPA 7 | LMS 4 | NÜR 8 | CDA Ret | FUJ 7 | SHA 5   | BHR 8 |       | 62     | 8ème |
| 2016   | Ligier JSP2 | Nissan | 30 | Ed Brown Johannes van Overbeek Scott Sharp        | SIL 8  | SPA 5 | LMS 7 | NÜR 9 | MEX 8   | CDA 7 | FUJ 4   | SHA 2 | BHR 5 | 78     | 5ème |
| 2016   | Ligier JSP2 | Nissan | 31 | Chris Cumming Ryan Dalziel Pipo Derani            | SIL 2  | SPA 2 | LMS 8 | NÜR 3 | MEX 3   | CDA 5 | FUJ 5   | SHA 5 | BHR 4 | 116    | 4ème |